# Peter Hofrichter
Peter Leander Hofrichter (* 24. Mai 1940 in Wien) ist ein österreichischer katholischer Kirchenhistoriker und Neutestamentler. Er war Professor für Kirchengeschichte und Patrologie an der Universität Salzburg.

## Leben
Nach dem Studium der klassischen Philologie, Germanistik und Geschichte an der Universität Wien, wo er 1966 mit der Arbeit Die österreichischen Katholikentage des 20. Jahrhunderts (1905-1933) promoviert wurde, studierte Peter Hofrichter katholische Theologie und war Assistent in Salzburg, wo er 1977 mit der Arbeit Nicht aus Blut, sondern monogen aus Gott geboren. Textkritische, dogmengeschichtliche und exegetische Untersuchung zu Joh 1, 13 - 14. promoviert wurde. Von 1981 bis 1984 vertrat er einen Lehrstuhl in Mainz. Seine Habilitationsschrift Im Anfang war der „Johannesprolog“. Das urchristliche Logosbekenntnis – die Basis neutestamentlicher und gnostischer Theologie. wurde von der katholisch-theologischen Fakultät der Universität Graz 1985 angenommen. In Salzburg war er 1988 Abteilungsleiter, 1993 Professor und 1999 Vorstand des Instituts für Kirchengeschichte und Patrologie. Von 2001 bis 2005 war er auch Vorstand des Instituts für den Christlichen Osten am IFZ. Seit 2004 ist er im Ruhestand und Mitglied des Arbeitsausschusses von Pro Oriente-Salzburg. 2005 wurde er  mit dem päpstlichen Silvester-Orden ausgezeichnet. 2007 wurde er zum Obmann des Pfarrgemeinderates der Stadtpfarre Hallein gewählt. Seit 1966 ist mit Hilde Polak verheiratet, mit der er vier erwachsene Kinder hat.
Er forscht zum Neuen Testament und zur Patristik und frühen Kirchengeschichte, besonders zum Prolog des Evangeliums nach Johannes und dessen ursprünglicher Gestalt, Umfeld und Wirkungsgeschichte. Das hymnische Bekenntnis der hellenistisch-jüdischen Jesus-Gemeinde zum Fleisch gewordenen Logos erscheint Hofrichter als Ausgangspunkt der gesamten Evangelienentwicklung.

## Veröffentlichungen (Auswahl)
- Die österreichischen Katholikentage des 20. Jahrhunderts (1905-1933). Wien 1966. (= ungedruckte Dissertation)
- Nicht aus Blut, sondern monogen aus Gott geboren. Textkritische, dogmengeschichtliche und exegetische Untersuchung zu Joh 1, 13 - 14. (Forschung zur Bibel; Band 31). Echter Verlag, Würzburg 1978, ISBN 3-429-00559-0. (= Dissertation)
- Im Anfang war der „Johannesprolog“. Das urchristliche Logosbekenntnis – die Basis neutestamentlicher und gnostischer Theologie. (Biblische Untersuchungen; Band 17). Pustet, Regensburg 1986, ISBN 3-7917-1001-X. (= Habilitationsschrift)
- Wer ist der „Mensch von Gott gesandt“ in Joh 1,6? – Ergänzungsheft zu BU 17. Auseinandersetzung mit der bisherigen Kritik und mit der These von M. Theobald, Ergänzungen, Untersuchungen zur Wirkungsgeschichte bei Justin dem Martyrer und bei Augustinus, Corrigenda. With an English Translation of the Main Arguments (Biblische Untersuchungen; Band 21). Pustet, Regensburg 1990, ISBN 3-7917-1244-6.
- Modell und Vorlage der Synoptiker. Das vorredaktionelle „Johannesevangelium“. Olms, Hildesheim/Zürich/New York 1997, ISBN 3-487-10371-0.
  - Modell und Vorlage der Synoptiker. Das vorredaktionelle Johannesevangelium. (Theologische Texte und Studien; Band 6). Olms, Hildesheim/Zürich/New York 2001, ISBN 3-487-10371-0.
- mit Georgios Martzelos (Hrsg.): Ο επίσημος θεολογικός διάλογος Ορθoδόξης και Ρωμαιοκαθολικής Εκκλησίας. (Οικουμένη. Διάλογος και προβληματισμο; Band 3). Thessaloniki 1998.
- (Hrsg.): Für und wider die Priorität des Johannesevangeliums. Symposion in Salzburg am 10. März 2000. Mit Beiträgen von Paul N. Anderson, Klaus Berger, James H. Charlesworth, Albert Fuchs, Josef Hainz, Martin Hasitschka, Peter L. Hofrichter, Mark A. Matson, Robert Morgan, Barbara Shellard, Thomas Söding, Franz G. Untergaßmair. (Theologische Texte und Studien; Band 9). Olms, Hildesheim/Zürich/New York 2002, ISBN 3-487-11692-8.
- Logoslied, Gnosis und Neues Testament. (Theologische Texte und Studien; Band 10). Olms, Hildesheim/Zürich/New York 2003, ISBN 3-487-11898-X.
- mit Isabel de Andia (Hrsg.): Christus bei den Vätern. Forscher aus dem Osten und Westen Europas an den Quellen des gemeinsamen Glaubens. Pro Oriente Studientagung „Christus bei den Griechischen und Lateinischen Kirchenvätern im Ersten Jahrtausend“, Wien, 7. – 9. Juni 2001. (Pro Oriente; Band 27). (Wiener Patristische Tagungen; Band 1). Tyrolia-Verlag, Innsbruck/Wien 2004, ISBN 3-7022-2540-4.
- mit Isabel de Andia (Hrsg.): Der Heilige Geist im Leben der Kirche. Forscher aus dem Osten und Westen Europas an den Quellen des gemeinsamen Glaubens / Pro Oriente-Studientagung „Der Heilige Geist bei den Griechischen und Lateinischen Kirchenvätern im Ersten Jahrtausend“, Wien, Juni 2003. (Pro Oriente; Band 29). (Wiener Patristische Tagungen; Band 2). Tyrolia-Verlag, Innsbruck/Wien 2005, ISBN 3-7022-2725-3.
- (Hrsg.): Ostkirchliches Christentum in Salzburg. Sektion Salzburg – Pro Oriente, Salzburg 2006.
- (Hrsg.): Auf der Suche nach der Seele Europas – Marienfrömmigkeit in Ost und West. Studientagung der Pro Oriente-Sektion Salzburg aus Anlass ihres 20jährigen Bestehens, 7. und 8. Oktober 2005. (Quaestiones disputatae; Band 260). Tyrolia-Verlag, Innsbruck/Wien 2007, ISBN 978-3-7022-2834-7.
- mit Isabel de Andia (Hrsg.): Gott Vater und Schöpfer. Forscher aus dem Osten und Westen Europas an den Quellen des gemeinsamen Glaubens / Pro Oriente-Studientagung „Le Mystère du Dieu, Père et Créateur - Das Geheimnis Gottes: Vater und Schöpfer“, Luxemburg, Juni 2005. (Pro Oriente; Band 31). (Wiener Patristische Tagungen; Band 3). Tyrolia-Verlag, Innsbruck/Wien 2007, ISBN 978-3-7022-2835-4.